# Juegos Asiáticos de 2006
Los XV Juegos Asiáticos se celebraron en Doha (Catar), del 1 de diciembre al 15 de diciembre de 2006, bajo la denominación Doha 2006.

Participaron un total de 9520 deportistas representantes de 45 países miembros del Consejo Olímpico de Asia. El total de competiciones fue de 424 repartidas en 39 deportes.

## Deportes
Los Juegos Asiáticos de 2006 incluyen 39 deportes (47 disciplinas). En total se disputaron eventos.
| Deporte          | Disciplina         | Sede                                                                                   |
| ---------------- | ------------------ | -------------------------------------------------------------------------------------- |
| Ajedrez          | Ajedrez            | Club al-Dana                                                                           |
| Atletismo        | Atletismo          | Estadio Khalifa                                                                        |
| Bádminton        | Bádminton          | ASPIRE                                                                                 |
| Baloncesto       | Baloncesto         | Pabellón Khalifa                                                                       |
| Balonmano        | Balonmano          | Pabellón al-Gharrafa                                                                   |
| Béisbol          | Béisbol            | Campo de Béisbol al-Rayyan                                                             |
| Billar           | Billar             | Pabellón deportivo al-Sadd                                                             |
| Bolos            | Bolos              | Centro de Bolos de Catar                                                               |
| Boxeo            | Boxeo              | ASPIRE                                                                                 |
| Ciclismo         | Ciclismo de ruta   | Circuito urbano en Doha                                                                |
| Ciclismo         | Ciclismo de pista  | Velódromo ASPIRE                                                                       |
| Esgrima          | Esgrima            | Pabellón al-Arabi                                                                      |
| Fisicoculturismo | Fisicoculturismo   | Club Al-Dana                                                                           |
| Fútbol           | Fútbol             | Estadio al-Arabi Estadio Al-Gharafa Estadio Al-Rayyan Estadio Al-Sadd Estadio Catar SC |
| Gimnasia         | Gimnasia artística | ASPIRE                                                                                 |
| Gimnasia         | Trampolín          | ASPIRE                                                                                 |
| Gimnasia         | Gimnasia rítmica   | ASPIRE                                                                                 |
| Golf             | Golf               | Club de Golf de Doha                                                                   |
| Halterofilia     | Halterofilia       | Club al-Dana                                                                           |
| Hípica           | Hípica             | Club Ecuestre de Doha                                                                  |
| Hockey           | Hockey             | Campo de Hockey al-Rayyan                                                              |

| Deporte       | Disciplina        | Sede                                     |
| ------------- | ----------------- | ---------------------------------------- |
| Kabaddi       | Kabaddi           | ASPIRE                                   |
| Karate        | Karate            | Pabellón deportivo Catar                 |
| Lucha         | Lucha             | ASPIRE                                   |
| Natación      | Natación          | Centro Acuático Hamad                    |
| Natación      | Nado sincronizado | Centro Acuático Hamad                    |
| Natación      | Saltos            | Centro Acuático Hamad                    |
| Natación      | Waterpolo         | Centro Acuático Hamad                    |
| Piragüismo    | Piragüismo        | Laguna West Bay                          |
| Remo          | Remo              | Laguna West Bay                          |
| Rugby         | Rugby             | Estadio al-Arabi                         |
| Sepaktakraw   | Sepaktakraw       | Pabellón deportivo al-Sadd               |
| Sóftbol       | Sóftbol           | Campo de Béisbol al-Rayyan               |
| Soft tenis    | Soft tenis        | Complejo Tenístico Internacional Khalifa |
| Squash        | Squash            | Complejo Tenístico Internacional Khalifa |
| Taekwondo     | Taekwondo         | Pabellón deportivo Catar                 |
| Tenis         | Tenis             | Complejo Tenístico Internacional Khalifa |
| Tenis de mesa | Tenis de mesa     | Pabellón al-Arabi                        |
| Tiro          | Tiro              | Cenro de Tiro Lusail                     |
| Tiro con arco | Tiro con arco     | Cenro de Tiro Lusail                     |
| Triatlón      | Triatlón          | Campo de Triatlón de la Corniche         |
| Vela          | Vela              | Club de Regatas de Doha                  |
| Voleibol      | Voleibol          | Pabellón al-Rayyan                       |
| Voleibol      | Vóley playa       | Playa de Doha                            |
| Judo          | Judo              | Pabellón deportivo Catar                 |
| Wushu         | Wushu             | ASPIRE                                   |

## Medallero
| Núm. | País                   | Oro | Plata | Bronce | Total |
| ---- | ---------------------- | --- | ----- | ------ | ----- |
| 1    | China                  | 165 | 88    | 63     | 316   |
| 2    | Corea del Sur          | 58  | 53    | 82     | 193   |
| 3    | Japón                  | 50  | 71    | 77     | 198   |
| 4    | Kazajistán             | 23  | 19    | 43     | 85    |
| 5    | Tailandia              | 13  | 15    | 26     | 54    |
| 6    | Irán                   | 11  | 15    | 22     | 48    |
| 7    | Uzbekistán             | 11  | 14    | 14     | 39    |
| 8    | India                  | 10  | 18    | 26     | 54    |
| 9    | Catar                  | 9   | 12    | 11     | 32    |
| 10   | Taiwán                 | 9   | 10    | 27     | 46    |
| 11   | Malasia                | 8   | 17    | 17     | 42    |
| 12   | Singapur               | 8   | 7     | 12     | 27    |
| 13   | Arabia Saudita         | 8   | 0     | 6      | 14    |
| 14   | Baréin                 | 7   | 10    | 4      | 21    |
| 15   | Hong Kong              | 6   | 12    | 10     | 28    |
| 16   | Corea del Norte        | 6   | 9     | 16     | 31    |
| 17   | Kuwait                 | 6   | 5     | 2      | 13    |
| 18   | Filipinas              | 4   | 6     | 9      | 19    |
| 19   | Vietnam                | 3   | 13    | 7      | 23    |
| 20   | Emiratos Árabes Unidos | 3   | 4     | 3      | 10    |
| 21   | Mongolia               | 2   | 5     | 8      | 15    |
| 22   | Indonesia              | 2   | 3     | 15     | 20    |
| 23   | Siria                  | 2   | 1     | 3      | 6     |
| 24   | Tayikistán             | 2   | 0     | 2      | 4     |
| 25   | Jordania               | 1   | 3     | 4      | 8     |
| 26   | Líbano                 | 1   | 0     | 2      | 3     |
| 27   | Birmania               | 0   | 4     | 7      | 11    |
| 28   | Kirguistán             | 0   | 2     | 6      | 8     |
| 29   | Irak                   | 0   | 2     | 1      | 3     |
| 30   | Macao                  | 0   | 1     | 6      | 7     |
| 31   | Pakistán               | 0   | 1     | 3      | 4     |
| 32   | Sri Lanka              | 0   | 1     | 2      | 3     |
| 33   | Laos                   | 0   | 1     | 0      | 1     |
| 33   | Turkmenistán           | 0   | 1     | 0      | 1     |
| 35   | Nepal                  | 0   | 0     | 3      | 3     |
| 36   | Afganistán             | 0   | 0     | 1      | 1     |
| 36   | Bangladés              | 0   | 0     | 1      | 1     |
| 36   | Yemen                  | 0   | 0     | 1      | 1     |

| Predecesor: Busan 2002 | XV Juegos Asiáticos 2006 | Sucesor: Guangzhou 2010 |